# 2013-as Fonogram díj átadása
A 2013-as Fonogram-díjkiosztóra a Fonogram díj átadására 2013. május 2-án került sor a Millenáris Teátrumban.

## Díjak
Az év jelölt és nyertes albumai:

### Az év dala
Az év dala kategória jelöltjei nem hivatalos jelölések, a dalokra a Petőfi Rádió Facebook oldalán lehetett szavazni.  A legtöbb szavazatot kapott dal került ki nyertesként.
Majka, Curtis, BLR - Belehalok
- Agebeat & Kovary - Illusions
- Ákos - Előkelő idegen
- Bermuda - Monte Carlo
- ByeAlex - Csókolom
- Chris Lawyer - Right On Time
- Compact Disco - Sound Of Our Hearts
- Deniz - Egyetlen
- Fábián Juli & Zoohacker - Like A Child
- Goldhand - Stay
- Heaven Street Seven - Nem elég
- Heincz Gábor (Biga) - Learning To Let Go
- Intim Torna Illegál - A mennyország kapujában
- Irie Maffia & Akkezdet Phiai - Livin' It Easy
- Janicsák Veca - Labirintus
- Kállay-Saunders András - I Love You
- Kállay-Saunders András feat. Rebstar - Tonight
- Király Linda feat. Pras Michel & RH3 - Untried
- Király Viktor - Over
- Magashegyi Underground - Rázz fel
- Magna Cum Laude - Túl későn
- Manoya - Rebirth
- Mary Popkids feat. Punnany Massif - Mosoly
- Muri Enikő - Késő már / Make Me Okay
- Polar Dear - Even If I'm Late
- Radics Gigi - Vadonatúj érzés / Daydream
- Stereo Palma feat. Craig David - Our Love
- The Carbonfools - Clublights
- Yonderboi - Come on Progeny
- Zoohacker meets Judie Jay - Best Friends

### Az év hazai klasszikus pop-rock albuma
Odett - Hanyatt, homlok, egyenes (1G Records)
- Ákos - 2084 (Fehér Sólyom)
- Ismerős Arcok - Kerítést bontok (GrundRecords)
- Rúzsa Magdolna - Tizenegy (Magneoton)
- Takács Nikolas és a Fool Moon - Music & Soul (Sony Music)
- Zséda - Ötödik érzék (Magneoton)

### Az év külföldi klasszikus pop-rock albuma
Leonard Cohen - Old Ideas (Sony Music)
- Aerosmith - Music from Another Dimension! (Sony Music)
- Bruce Springsteen - Wrecking Ball (Sony Music)
- Coldplay - Live 2012 (EMI)
- Led Zeppelin - Celebration Day (Magneoton/Warner Music)

### Az év hazai modern pop-rock albuma
Anna and the Barbies - Ánem! (CLS Music)
- Anti Fitness Club - Metamorphosis (Schubert Music Publishing)
- Intim Torna Illegál - Kísérlet (Tom-Tom Records)
- Majka, Curtis, BLR - Belehalok (Magneoton)
- Radics Gigi - Vadonatúj érzés (Magneoton)
- We Are Rockstars - Let It Beat (Szerzői kiadás)

### Az év külföldi modern pop-rock albuma
Bruno Mars - Unorthodox Jukebox (Magneoton/Warner Music)
- Adam Lambert - Trespassing (Sony Music)
- Linkin Park - Living Things (Magneoton/Warner Music)
- Maroon 5 - Overexposed (Universal Music)
- P!nk - The Truth About Love (Sony Music)

### Az év hazai alternatív albuma
Manoya - Hundred Arms (Chameleon Records)
- 30Y - Szentimentálé (Drum & Monkey Records)
- Emil.RuleZ! - Gyere át! (Universal Music)
- Heaven Street Seven - Felkeltem a reggelt (Megadó)
- Péterfy Bori & Love Band - Fehér éjszakák (Megadó)
- Quimby - Két koncert (Tom-Tom Records)

### Az év külföldi alternatív albuma
Gossip - A Joyful Noise (Sony Music)
- Gotye - Making Mirrors (Universal Music)
- Lana Del Rey - Born To Die (Universal Music)
- Muse - The 2nd Law (Magneoton/Warner Music)
- Of Monsters and Men - My Head Is An Animal (Universal Music)

### Az év hazai elektronikus zenei produkciója
Zoohacker (CLS Music)
- Chris Lawyer (Groovemate/Dancemix Records)
- ColorStar (1G Records)
- Stereo Palma feat. Craig David (DanceMania Recording/Oxigen Music)
- The Carbonfools (1G Records)

### Az év külföldi elektronikus zenei produkciója
Example (Universal Music)
- Calvin Harris (Sony Music)
- Pet Shop Boys (Parlophone)
- Skrillex (Magneoton/Warner Music)
- Swedish House Mafia (EMI)

### Az év hazai hard rock vagy heavy metal albuma
Junkies - Mi van veled? Semmi? (1G Records)
- Dalriada - Napisten hava (Nail Records)
- Insane - Concord The World (Edge Records)
- Leander Rising - Szívidomár (Sony Music)
- Tankcsapda - Rockmafia Debrecen (Tankcsapda Music)

### Az év külföldi hard rock vagy heavy metal albuma
Soundgarden - King Animal (Universal Music)
- AC/DC - Live At River Plate (Sony Music)
- Deftones - Koi No Yokan (Magneoton/Warner Music)
- Slash - Apocalyptic Love (Magneoton/Warner Music)
- Van Halen - A Different Kind Of Truth (Universal Music)

### Az év hazai szórakoztatózenei albuma
Group'N'Swing - Botrány (Episwing)
- Arany János - Szarka Gyula - Toldi-Zenés költemény (Magneoton)
- Csondor Kata - Hóban ébred... az ünnep dalai (Hangart Produkció)
- Horgas Eszter - Szeretni bolondulásig (NarRator Records)
- Rakonczai Imre - Elszáll a gondom (Schubert Music Publishing)
- St. Martin - Megint, húsz (Tom-Tom Records)

### Az év hazai gyermekalbuma
Kovácsovics Fruzsina - Elfeledett mézescsók (Kovácsovics Art Kft.)
- Bizek Emi - Álomszép 4. (EMI Zenei Kft.)
- Bogármuzsika - Bogármuzsika (NarRator Records)
- Korpás Éva-Malek Andrea - Az ördögfióka és a tündér (Gryllus)
- Palya Bea - Altatók-Dalok, versek Álomország kapujában és azon túl (Kolibri Gyerekkönyvkiadó)

### Az év hazai felfedezettje
ByeAlex (CLS Music)
- Heincz Gábor "Biga" (Magneoton)
- INDIGO (Magneoton)
- Ivan & The Parazol (Drum & Monkey Records)
- Radics Gigi (Magneoton)

### Az év hazai jazzalbuma
Mrs. Columbo - [re]make up (Magneoton)
- Budapest Jazz Orchestra - A Noiseful Joy (Szerzői kiadás)
- Djabe - Down And Up (Gramy Records)
- Nagy János - Janos Nagy in London (Cool Tour Bt.)
- The Paid Holiday feat. Szirtes Edina Mókus - The Paid Holiday (Tom-Tom Records)
- Urbán Orsi - Mindig játék (L.V. Records)

### Az év hazai nép- vagy világzenei albuma
Kaláka - Szabó Lőrinc (Gryllus)
- Firkin - Igyunk pálinkát! (Pump Jump Records)
- Holdviola - Vándorfecske koncert (EMI Zenei Kft./WM Records)
- Nikola Parov - Minden, amit tudni akartál a világzenéről, de... (Tom-Tom Records)
- Palya Bea - Ezeregy szefárd éjszaka (Sony Music)
- Szirtes Edina Mókus - Mókus és a Tao (Gryllus)